# NK Marsonia Slavonski Brod
NK Marsonia 1909 je hrvatski nogometni klub iz Slavonskog Broda. Trenutačno se natječe u Drugoj nogometnoj ligi.

## Povijest
Nogometni klub Marsonia osnovan je 1909. godine u Slavonskom Brodu. Prema sačuvanim zapisnicima, 1909. godina prihvaćena je kao godina osnutka, ali ima naznaka da je klub osnovan i ranije.
Klub je kroz svoju dugačku povijest nekoliko puta mijenjao ime. Od igrača drugog sastava Marsonije i njezinih starijih juniora početkom 1912. osnovana je BŠK Viktorija. Godine 1920. klub je ostvario državni rekord za najveću pobjedu dobivši BSK Posavinu 29:0.
Klub se od 1920. natjecao na raznim razinama (župa, pokrajina) u okviru zagrebačkoga podsaveza. Godine 1920., 1924. i 1928. osvojio je prvenstvo pokrajine. Od 1962. do 1991. godine zvao se BSK. Promjena imena dolazi na skupštini BSK-a 28. lipnja 1991. godine kada je klub preimenovan u HŠK Marsonia. Na istoj sjednici za predsjednika je imenovan Vladimir Jerković, koordinator svih selekcija postao je Krunoslav Barbarić, a trener seniorske ekipe Hrvoje Gajer. Na kraju sezone 1990./91. BSK je bio na zadnjoj 14. poziciji Međurepubličke lige – Sjever (treći rang natjecanja) i ispao je u Republičku ligu, a gotovo svi seniorski članovi kluba su napustili njegove redove. Dolaskom novog predsjedništva i trenera, momčad je reorganizirana i dovedeni su novi igrači. Prva utakmica pod novim imenom je odigrana 18. srpnja 1991. protiv selekcije Zbora narodne garde Slavonski Brod, utakmica je odigrana u evijalnom tonu i završila je rezultatom 3:3, iako je do rujna 1991. HŠK Marsonia odigrala 15 pripremnih utakmica, zbog ratne opasnosti prekinute su sve sportske aktivnosti službeno od 23. listopada 1991. do 23. veljače 1992. godine. Određeni igrači HŠK Marsonije se prijavljuju u Hrvatsku vojsku i postat će dijelom poznate Sportske čete na čelu sa zapovjednikom Rudolfom Abramovićem.
Marsonia započinje natjecanje u 2. HNL-u u sezoni 1992./93. gdje zbog ratnih prilika je bila prisiljena igrati na alternativnim lokacijama što je uključivalo ''domaćinstva u Požegi i Đakovu. Nakon lošijeg starta u ligu, dolaskom legendarnog Veldina Karića u ožujku 1993. iz FK Vojvodine, momčad se uzdigla na višu razinu, ali dosegli su tek 2. mjesto iza Dubrave koja je ostvarila plasman u viši rang. U idućoj sezoni 1993./94. momčad NK Marsonije je na krilima braće blizanaca Edina i Zemira Mujčina, te Veldina Karića i Armina Mašića u napadu i vratara Božidara Butigana osvajaju 2.HNL i izborili su plasman u viši rang natjecanja pod vodstvom trenera Ilije Lončarevića. Međutim nakon proslavljene titule, trener Lončarević je prihvatio novi angažman u NK Zagrebu, a klub će preuzeti Dragutin Krizmanić.  
Zadnji veliki uspjeh bio je naslov prvaka 2. HNL – Sjever 2002./03. Klub je slavio stotu godišnjicu u najnižem razredu do sada, 1. županijskoj ligi. Na kraju sezone 2010./11. odlučeno je da će se NK Marsonia spojiti sa nogometnim klubom MV Croatia koja je isto bila iz Slavonskog Broda i igrala je 2.HNL. Iduće sezone, 2011./12. Postojale su dvije Marsonije, NK Marsonia 1909 koja je igrala 2.HNL i NK Marsonia koja je bila svojevrsna druga ekipa prethodne momčadi i igrala je 1.Županijsku ligu. Marsonia osvaja naslov prvaka 3. HNL – Istok u sezoni 2019./20., no ne uspjeva se plasirati u viši rang natjecanja. 
Jedan od većih uspjeha kluba bio je u sezoni 1994./95. kada je dosegnuo peto mjesto u 1. HNL. Marsonia je tada pobijedila Hajduk  s 1:0, a samo tjedan dana kasnije, 22. veljače 1995., Hajduk je igrao protiv Ajaxa u četvrtfinalu Lige prvaka.. Prva utakmica u jesenskom dijelu prvenstva završila je rezultatom 0:0 u Splitu.

## Brodska legija
Naziv navijačke skupine Legija prvi se put pojavljuje 1989. godine tijekom utakmice tadašnjeg BSK-a (Brodski sportski klub), koji je igrao u međurepubličkoj ligi bivše Jugoslavije. Iako su brojne generacije ranije vjerno pratile klub, do tog trenutka nije postojala organizirana navijačka grupa s prepoznatljivim imenom. Te godine, skupina mladića s područja Slavonije I i naselja koje se tada zvalo Franje Sertića (danas Andrije Hebranga) počela je dolaziti na utakmice s transparentima i zastavama.
Na jednoj od jesenskih utakmica te godine, na ogradu uz teren postavili su transparent s natpisom "Legija". Međutim, tadašnja milicija je zatražila njegovo uklanjanje. Unatoč tome, ime Legija se udomaćilo i postalo sinonim za navijače BSK-a, a kasnije i Marsonije.
Izbijanjem rata i opasnostima koje su zahvatile Slavonski Brod, Marsonia je bila prisiljena domaće utakmice igrati u Požegi. Legija je i tada ostala uz klub, često putujući u Požegu s tri do četiri autobusa. Na gostovanja su išli alternativnim cestama – podravskom magistralom prema Zagrebu zbog okupirane autoceste, te jadranskom magistralom prema Zadru i Šibeniku.
Jedan od najprepoznatljivijih simbola Legije bio je transparent s natpisom: "Kad se Šolja rakije narolja, onda Šolja radi što ga volja". Pojavio se u proljeće 1994. godine, pred kraj druge lige, u sezoni u kojoj je Marsonia izborila ulazak u Prvu saveznu ligu. Taj je natpis postao njihov zaštitni znak, poznat širom gostujućih tribina.

## Stadion
Marsonia kao svoj dom koristi gradski Stadion uz Savu. Od 2017. godine radi se na obnavljanju i uređenju pa je tako stadion u 2020. dobio novu istočnu tribinu s 900 sjedećih mjesta okrenutih glavnom terenu i oko 300 mjesta za pomoćni teren. U izgradnji je i nova južna tribina sa 2196 sjedećih mjesta. U prvoj ligi Marsonia je koristila i stadion  NK Željezničara, ŠRC Stanko Vlainić – Dida koji koristi i trenutno dok su tribina i novi travnjak u izgradnji.

## Nastupi u 1. HNL
- 1994./95. 5. mjesto  – 47 bodova
- 1995./96. 14. mjesto – 33 boda
- 1996./97. 12. mjesto – 38 bodova
- 2000./01. 12. mjesto – 29 bodova
- 2001./02. 15. mjesto – 30 bodova
- 2003./04. 12. mjesto – 25 bodova

## Nastupi u završnicama kupa
| 1950. - pretkolo: NK Crvena Zvijezda Slavonski Brod – NK Odred Ljubljana 0:7 1951. - pretkolo: NK Crvena Zvijezda Slavonski Brod – FK Jedinstvo Brčko 1:2 1985./86. - 1/16 BSK Slavonski Brod – FK Sloboda Tuzla 3:0 - 1/8 BSK Slavonski Brod – NK Dinamo Zagreb 1:1 (p 4:5) 1992./93. - 1/16 Marsonia – Mladost Pounje 4:0, 4:0 - 1/8 Marsonia – HNK Dubrovnik 1:3, 2:3 1993./94. - 1/16 Marsonia – NK Croatia Zagreb 0:5, 1:0 1995./96. - 1/16 Marsonia – NK Istra 3:0, 1:0 - 1/8 Marsonia – Hajduk Split 1:0, 0:1 (P 4:2) - 1/4 Marsonia – NK Croatia Zagreb 0:5, 0:5 1997./98. - 1/16 Marsonia – NK Split 1:2 | 1998./19. - 1/16 Marsonia – Slaven Belupo 1:4 1999./00. - pretkolo Marsonia – NK Pomorac Kostrena 0:0 (P 4:3) - 1/16 Marsonia – NK Split 4:0 - 1/8 Marsonia – NK Croatia Zagreb 0:4 2000./01. - pretkolo Marsonia – NK Žminj 4:0 - 1/16 Marsonia – NK Čakovec 1:2 2001./02. - 1/16 Marsonia – NK Zadar 1:3 2002./03. - pretkolo Marsonia – NK Kamen Ingrad 0:1 2018./19. - pretkolo NK Karlovac – Marsonia 1:2 - 1/32 Marsonia – NK Zagreb 3:0 - 1/16 Marsonia – Slaven Belupo 0:1 2021./22. - 1/32 HNK Orijent 1919 – Marsonia 2:1 |

## Poznati bivši igrači
- Mario Mandžukić (NK Zagreb, NK Dinamo Zagreb, VfL Wolfsburg, Bayern München, Atlético Madrid, Juventus, A.C. Milan)
- Ivica Olić (CSKA Moskva, HSV, Bayern München, VfL Wolfsburg)
- Veldin Karić (NK Dinamo Zagreb, FC Torino, NK Varteks Varaždin)
- Edin Mujčin (NK Dinamo Zagreb)
- Zemir Mujčin (NK Slaven Belupo)
- Boris Živković (HNK Hajduk Split, Bayer Leverkusen)
- Filip Blašković (NK Dinamo Zagreb, Toronto Croatia)
- Ivica Miljković (NK Dinamo Zagreb, NK Osijek)
- Josip Weber (HNK Hajduk Split, HNK Cibalia, RSC Anderlecht)
- Danijel Cesarec (NK Rijeka, NK Osijek, NK Slaven Belupo)
- Amarildo Zela iz razdoblja pod imenom "BSK", albanski reprezentativac

## Poznati bivši treneri
- Josip Kuže
- Zlatko Kranjčar
- Ilija Lončarević
- Ivo Šušak
- Krasnodar Rora
- Stjepan Deverić
- Branko Karačić
- Vjeran Simunić
- Robert Špehar

## Vanjske poveznice
- Profil, HNS Semafor